# Oresbius
Oresbius is een geslacht van insecten uit de orde vliesvleugeligen (Hymenoptera) en de familie Ichneumonidae.

## Soorten
- O. albicoxus (Provancher, 1875)
- O. alexanderi (Townes, 1962)
- O. alpinophilus Sawoniewicz, 1993
- O. ambulator (Roman, 1909)
- O. aniptus (Townes, 1962)
- O. areolatus Sawoniewicz, 1993
- O. arridens (Gravenhorst, 1829)
- O. bipunctatus (Schmiedeknecht, 1931)
- O. castaneus Marshall, 1867
- O. ciliatus (Townes, 1962)
- O. cognatus (Townes, 1962)
- O. dorsator (Ashmead, 1902)
- O. excelsus (Gravenhorst, 1829)
- O. forticauda (Roman, 1930)
- O. fulvibasis (Townes, 1962)
- O. funereus (Schmiedeknecht, 1905)
- O. galactinus (Gravenhorst, 1829)
- O. habermehli (Ulbricht, 1910)
- O. hirticornis (Erichson, 1851)
- O. laticeps (Roman, 1926)
- O. leucopsis (Gravenhorst, 1829)
- O. lindrothi (Townes, 1962)
- O. major (Townes, 1962)
- O. mucronatus (Townes, 1962)
- O. nigricornis (Thomson, 1883)
- O. nivalis (Zetterstedt, 1838)
- O. nivarius (Brues, 1919)
- O. nordenskioldii (Holmgren, 1880)
- O. orbitus (Townes, 1962)
- O. oresbius (Townes, 1962)
- O. palanderii (Holmgren, 1880)
- O. parallelus (Townes, 1962)
- O. punctifer (Thomson, 1883)
- O. quadriceps (Townes, 1962)
- O. romani Sawoniewicz, 1993
- O. rufidorsum (Strobl, 1901)
- O. rufinotus (Townes, 1962)
- O. septentrionalis (Thomson, 1883)
- O. shumaginensis Carlson, 1979
- O. sibiricus (Roman, 1909)
- O. subguttatus (Gravenhorst, 1829)
- O. sublaevis (Townes, 1962)
- O. taeniatus (Townes, 1962)
- O. tegularis (Provancher, 1874)
- O. teres (Townes, 1962)
- O. tibialis (Townes, 1962)
- O. trifasciatus (Ashmead, 1902)
- O. tsugae (Cushman, 1939)
- O. tumulus (Townes, 1962)
- O. vockerothi (Townes, 1962)
- O. vultuosus (Townes, 1962)
- O. waigatschensis (Holmgren, 1883)